# جون بيرك (لاعب دوري الرغبي بريطاني)
جون بيرك (بالإنجليزية: John Burke)‏ هو لاعب دوري الرغبي بريطاني، ولد في 2 سبتمبر 1957 في لي في المملكة المتحدة.